# Сестрица Мала
43° 51′ 01″ N 15° 12′ 47″ E / 43.85028° С; 15.21306° И
Сестрица Мала је ненасељено острвце у хрватском дијелу Јадранског мора. Налази се у Корнатском архипелагу око 0,4 km југоисточно од Сестрице Веле. Дио је Парка природе Телашћица. Њена површина износи 0,029 km². док дужина обалске линије износи 0,63 km. Највиши врх је висок 31 m. Грађена је од кречњака кредне старости. Административно припада општини Сали у Задарској жупанији.